# Hebeianaxyela clavicornuta
Hebeianaxyela clavicornuta (лат.) — ископаемый вид перепончатокрылых насекомых рода Hebeianaxyela из семейства пилильщиков Xyelidae. Обнаружен в юрских отложениях Китая (Zhouyingzi village, Luanping County, Jiulongshan Formation, около 160 млн лет). Размер тела 8,00×3,20 мм, переднее крыло — 7,00×3,00 мм. Вид Hebeianaxyela clavicornuta был впервые описан в 1983 году китайским палеоэнтомологом И. Хуном (Hong Y. C., Китай) вместе с таксонами Anthocoleus hebeiensis, Beipiaocarabus oblonga, Archilycoria haifanggouensis, Sinocephus haifanggouensis, Isfaroptera yujiagouensis, Sinonitidulina longa и другими новыми ископаемыми видами. Таксон Hebeianaxyela clavicornuta включён в состав рода Hebeianaxyela Hong 1983. Сестринские таксоны: Archexyelinae, Macroxyelinae, Madygellinae, Moltenia, Xyelinae.